# شركة الصدف للإنتاج الصوتي والمرئي
الصدف للإنتاج الصوتي والمرئي شركة إنتاج فني سعودية، تاسست عام 1992م، في جدة غرب السعودية.
مؤسسها ومديرها العام الفنان حسن عسيري. أنتجت مجموعة من الأعمال الدرامية السعودية والخليجية والعربية. في عام 2007 قامت مجموعة قنوات تلفزيون الشرق الأوسط بشراء حصة كبيرة من اسهم الشركة.

## بعض الأعمال التي انتجتها الصدف
| المسلسل               | المخرج                                                 |
| --------------------- | ------------------------------------------------------ |
| بيني وبينك            | خالد الطخيم ومحمد العوالي وأيمن داوود الشيخاني         |
| الساكنات في قلوبنا    | سمير عارف وضيف الحارثي وماجد الربيعان وعدد من المخرجين |
| من عويني              | ضيف الحارثي                                            |
| المقطار               | حسين ابل                                               |
| الماشي                | هشام شربتجي                                            |
| اقارب وثعالب          | هشام شربتجي                                            |
| قوول في الثمنيات      | حسين ابل                                               |
| وش وشه                | محمد العوالي                                           |
| أحلام رابح            | محمد العوالي                                           |
| اسوار                 | سائد هواري                                             |
| سليم ودستة حريم       | خالد الخيم                                             |
| جاري يا حمودة (مسلسل) | وليد العاقل                                            |
| عطر (مسلسل)           | سائد بشير هواري                                        |
| المقطار (مسلسل)       | حسين ابل                                               |

## المنجازات
حققت الصدف للإنتاج الصوتي والمرئي العديد من المنجزات خلال مشوارها وتم تسجيلها كمنعطفات هامة في تاريخ الفن الدرامي السعودي ومنها تم عرض 15 دقيقة في مهرجان إيمي العالمي بنيويورك....